# AN/SPN-35
AN/SPN-35 — американский трёхкоординатный корабельный радар контроля посадки. Является элементом автоматической системы, обеспечивающей захват и управление самолётом/вертолётом на завершающем этапе посадки до соприкосновения с палубой с учётом погодных условий и собственного движения корабля. Радар обеспечивает отображение положения самолёта на индикаторе, позволяя оператору в случае необходимости вести пилота по глиссаде при помощи голосовой связи.
Состоит из двух отдельных антенн, скрытых под общим радиопрозрачным колпаком: AS-1669 для определения угла места и AS-1292 для определения азимута. Вес антенн, включая колпак составляет 1600 кг.
Радар устанавливается на гиростабилизированной платформе.
В настоящее время применяется на универсальных десантных кораблях ВМС США. Первоначально устанавливался также на авианосцах ВМС США, однако был заменён набором из четырёх радаров SPN-41, SPN-42 (или SPN-46), SPN-43A и SPN-44.

## Установки на кораблях
- Десантные вертолётоносцы типа «Иводзима»
- Универсальные десантные корабли типа «Уосп»
- Универсальные десантные корабли типа «Тарава»
- Универсальные десантные корабли типа «Америка»
- Авианосец «Принсипе де Астуриас»

## Примечание
1. 1 2 3 4 5 6 7 8 9 10 11 12  Norman Friedman. The Naval Institute guide to world naval weapon systems. — Naval Institute Press, 2006. — 858 p. — ISBN 1557502625, 9781557502629.. Архивировано 15 сентября 2020 года.
2. 1 2  
.
3. ↑  AN/SPN-35 Aircraft Control Approach Central. Дата обращения: 29 апреля 2011. Архивировано 23 сентября 2010 года.

## Фото
- Операторы LHA-5 «Пелелиу» контролируют посадку вертолёта
- AN/SPN-35 (купол справа от центра фото) на LHA-2 «Сайпан»